# Туракулибий
Туракули-бий (Тюрякул-бий узб. Turaqulibiy; 1670 год, Бухара, — 1711 года, Бухара, Бухарское ханство) — государственный и военный деятель, инак, верховный кушбеги (1710/1711—1711) Бухарского ханства.

## Происхождение
Туракулибий по происхождению был из калмаков-джунгар, родился в Бухаре. 

## Политическая и военная деятельность
Во время правления бухарского хана — аштарханида Убайдулла-хана II (1702—1711) большое влияние приобрел верховный кушбеги, Туракули-бий инак. 
Убайдулла-хан II предоставил должность верховного кушбеги великому инаку, соединив две должности в одном лице Туракул-бия. Предположительно тогда впервые было прибавлено к титулу и званию кушбеги арабское слово "кулл" — "весь" (кушбегийи кулл — кушбеги всего, т. е. куш-беги с подчинением ему всего), а вскоре, чтобы придать большее значение названному выше лицу, по желанию хана, слово "кулл" перенесли с конца и прибавили в начале — кулли кушбеги, каковая титулатура сохранилось и при правление узбекской династии мангытов в Бухарском эмирате.
Туракули-бий способствовал росту влияния калмаков при бухарском дворе, в государстве усилилась смута и междоусобицы.
Бухарский историк Мир Мухаммед Амин-и Бухари характеризовал его следующим образом:

Он принадлежал к числу молодых дворцовых слуг, ни на иоту не имел ума и был лишен здравомыслия, так что его всегдашними собеседниками являлись разные шуты и клоуны; он общался с людьми пустыми, с низкосортными стихотворцами, с опиофагами и болтунами и не имел никакого представления об управлении государством."
В другом месте он пишет совсем противоположное:

К числу прекрасных душевных качеств Туракули бия кушбеги относились его скромность и большое уважение к ученым и талантливым людям. Он делал для них все то, чего они были достойны..
Также Мир Мухаммед Амин-и Бухари описав незадачливость Туракули-бия, связывает данное его качества с одной из причин убийства Убайдулла-хана II и сравнивает смерть хана с гибелью государства.

## Смерть
Туракулибий был убит в результате заговора в Бухаре и в должность верховного кушбеги Бухары был назначен Джавшан.